# 查普林角
查普林角（英語：Chaplin Head），是南極洲的海岬，位於南喬治亞群島，在1926年由英國研究隊繪入地圖，以英國皇家海軍命名，該海岬由英國海外領土管轄。